# Saint-Inglevert
Saint-Inglevert település Franciaországban, Pas-de-Calais megyében. Lakosainak száma 814 fő (2022. január 1.). Saint-Inglevert Bonningues-lès-Calais, Audembert, Hervelinghen, Landrethun-le-Nord, Leubringhen és Pihen-lès-Guînes községekkel határos.

## Népesség
A település népessége az elmúlt években az alábbi módon változott:
| Lakosok száma | 729  | 753  | 777  | 783  | 791  | 796  | 801  | 808  | 814  |
|               | 2013 | 2015 | 2016 | 2017 | 2018 | 2019 | 2020 | 2021 | 2022 |